# Maffei 1
Maffei 1 ali Maffei I je velika eliptična galaksija (tip E ali S0) v ozvezdju Kasiopeje. Galaksiji Maffei 1 in Maffei 2 je odkril italijanski astronom Paolo Maffei leta 1968 na podlagi njunega infrardečega sevanja.
Maffei 1 zelo zakriva naša Galaksija. Prej so jo označevali kot emisijsko meglico ali območje H II.
Galaksija je od Sonca oddaljena približno 10 milijonov svetlobnih let in je najbližja velika eliptična galaksija. Domnevali so, da je Maffei 1 članica naše Krajevne skupine, vendar danes menijo, da je članica druge bližnje skupine, Skupine galaksij Maffei 1.